# Marc Rieper
Marc Rieper-Jensen (Rødovre, 5 juni 1968) is een voormalig voetballer uit Denemarken, die speelde als centrale verdediger. Hij beëindigde zijn loopbaan in 1999 bij de Schotse club Celtic.

## Clubcarrière
Rieper begon zijn loopbaan bij Aarhus GF. Met die club won hij tweemaal de Deense beker. Vervolgens kwam hij uit voor Brøndby IF, waarna hij in 1994 de stap naar het buitenland maakte. Na drie seizoenen in de Premier League te hebben gespeeld bij West Ham United vertrok hij naar Schotland, waar hij in zijn eerste seizoen meteen de landstitel won met Celtic.

## Interlandcarrière
Rieper speelde in totaal 61 officiële interlands (twee goals) voor Denemarken. Onder leiding van bondscoach Richard Møller Nielsen maakte hij zijn debuut op 5 september 1990 in de vriendschappelijke wedstrijd tegen Zweden (0-1) in Västerås, net als Jakob Friis-Hansen (Lille OSC), Miklos Molnar (Standard Luik) en Søren Lyng (BK Frem). Hij nam met zijn vaderland deel aan het EK voetbal 1996 en het WK voetbal 1998. Bij dat laatste toernooi scoorde hij de enige treffer in het groepsduel tegen Saoedi-Arabië op 12 juni 1998.

## Erelijst
Aarhus GF
- Deense beker

1988, 1992
 Brøndby IF
- Deense beker

1994
 Denemarken
- FIFA Confederations Cup

1995
 Celtic
- Schots landskampioen

1998